# Serge Hazanavicius
Pour les articles homonymes, voir Hazanavicius.
Serge Hazanavicius est un acteur français né à Paris le 11 septembre 1963,. Il est le frère aîné du réalisateur Michel Hazanavicius.

## Biographie
Serge Hazanavicius naît au sein d'une famille d'origine juive lituanienne. Ses grands-parents s'installent en France dans les années 1920.
Il a fait partie du groupe comique Les Nouveaux, aux côtés d'Éric Aubrahn, Jules-Édouard Moustic, Pierre Lacan, Emmanuel Patron et Alexandre Pesle.
Après plusieurs téléfilms et documentaires, il réalise son premier long métrage de cinéma, Tout là-haut, sorti en 2017.

### Vie privée
Il a partagé la vie de Julie Mauduech avec qui il a eu une fille, Raïka Hazanavicius puis il a partagé la vie de l'actrice française Axelle Laffont, jusqu'en septembre 2009 et ils ont une fille prénommée Mitty, née le 4 janvier 2006.

## Filmographie

### Acteur

#### Cinéma
- 1993 : La Classe américaine de Michel Hazanavicius
- 1993 : Drôles d'oiseaux de Peter Kassovitz
- 1993 : Les gens normaux n'ont rien d'exceptionnel de Laurence Ferreira Barbosa
- 1995 : Le bonheur est dans le pré d'Étienne Chatiliez
- 1996 : Delphine 1, Yvan 0 de Dominique Farrugia
- 1997 : Le Déménagement d'Olivier Doran
- 1997 : Didier d'Alain Chabat
- 1998 : Mes amis de Michel Hazanavicius
- 2000 : Voyous voyelles de Serge Meynard
- 2000 : Les gens en maillot de bain ne sont pas (forcément) superficiels d'Éric Assous
- 2001 : Barnie et ses petites contrariétés de Bruno Chiche
- 2001 : 15 août de Patrick Alessandrin
- 2001 : J'ai faim !!! de Florence Quentin
- 2001 : Le Soleil au-dessus des nuages d'Éric Le Roch
- 2001 : Voyance et Manigance d'Éric Fourniols
- 2005 : Bandidos de Bruno Levy Hadjadj
- 2006 : Célibataires de Jean-Michel Verner
- 2008 : Il y a longtemps que je t'aime de Philippe Claudel
- 2007 : New Délire d'Éric Le Roch (voix)
- 2008 : Envoyés très spéciaux de Frédéric Auburtin
- 2009 : OSS 117 : Rio ne répond plus de Michel Hazanavicius
- 2009 : Une affaire d'État d'Éric Valette
- 2009 : Divorces de Valérie Guignabodet
- 2010: Amélie au pays des Bodin's d'Eric le Roch
- 2011 : La Proie d'Éric Valette
- 2011 : Un baiser papillon de Karine Silla-Pérez
- 2011 : The Artist de Michel Hazanavicius
- 2012 : Maman d'Alexandra Leclère
- 2012 : Les Hommes à Lunettes d'Éric Le Roch
- 2014 : Monuments Men (The Monuments Men) de George Clooney
- 2014 : United Passions de Frédéric Auburtin
- 2015 : Réalité de Quentin Dupieux
- 2017 : Tout là-haut de lui-même
- 2020 : Le Prince oublié de Michel Hazanavicius
- 2022 : Sans répit de Régis Blondeau : commissaire Vaubour
- 2024 : Sirènes d'Adeline Picault

#### Télévision
- 1998 : Le Danger d'aimer de Serge Meynard
- 1999 : Retour à Fonteyne de Philomène Esposito
- 2000 : Anna en Corse de Carole Giacobbi
- 2001 : Maïmiti, l'enfant des îles de Serge Meynard
- 2004 : Les Hommes de cœur (1 épisode)
- 2004 : Le Crime des renards de Serge Meynard
- 2005 : Un coin d'Azur de Heikki Arekallio
- 2006 : Corps étranger de Éric Valette
- 2006 : Mariage surprise d'Arnaud Sélignac (+ coscénario)
- 2008 : Miroir, mon beau miroir de Serge Meynard
- 2008 : La Vie à une de Frédéric Auburtin
- 2009 : Mes amis, mes amours, mes emmerdes (série télévisée)
- 2010 : Hercule Poirot (série télévisée, épisode Le Crime de l'Orient-Express de Philip Martin)
- 2011 : La Double Inconstance de Carole Giacobbi
- 2011 : L'Ombre du Mont-Saint-Michel de Klaus Biedermann
- 2011 : J'étais à Nüremberg de André Chandelle
- 2011 : Assassinée de Thierry Binisti
- 2012 : Nom de code : Rose d'Arnauld Mercadier
- 2012 : La Solitude du pouvoir de Josée Dayan
- 2013 : Le Clan des Lanzac de Josée Dayan
- 2013 : La Famille Katz (série en 6 épisodes) d'Arnauld Mercadier
- 2013 : The Borgias de Neil Jordan : le Roi de France Louis XII
- 2014 : Scènes de ménages (1 épisode)
- 2014 : Flics toujours (2 épisodes)
- 2015 : Foyle's War (épisode "Elise")
- 2016 : Tokyo Trial (4 épisodes)
- 2018 : Black Earth Rising
- 2019 : Capitaine Marleau ( épisode Le Grand Huit) : Major Boyer
- 2019 : Jamais sans toi, Louna de Yann Samuell
- 2020 : Joséphine, ange gardien (épisode Mon fils de la Lune)
- 2021 : Léo Mattéï, Brigade des mineurs : (saison 8, épisode Une erreur de jeunesse) : Éric Casanova
- 2021 : Meurtres au paradis (saison 10, épisode Meurtre dans la matinale) : Henri Pigal
- 2021 : Ici tout commence : François Rigaut
- 2022 : Cassandre de Floriane Crepin : Patrick Weber (saison 7, épisode 3 Onde de choc)
- 2023 : Le Prochain Voyage de Thierry Binisti (téléfilm) : Sébastien

### Réalisateur
- 2000 : En attendant avec lui-même, Romane Bohringer et Lionel Abelanski (court-métrage)
- 2004 : La folie du spectacle (téléfilm)
- 2008-2009 : Palizzi (série télévisée, 14 épisodes)
- 2017 : Tout là-haut (long métrage)

### Scénariste
- 2000 : En attendant (court-métrage), de Serge Hazanavicius
- 2004 : La folie du spectacle (téléfilm), de Serge Hazanavicius
- 2007 : Mariage surprise (téléfilm), de Arnaud Sélignac

## Théâtre
- 1988 : Les Trois Sœurs d’Anton Tchekhov, mise en scène Maurice Bénichou, Festival d'Avignon
- 1990 : 1, place Garibaldi de Jean-Claude Penchenat, mise en scène de l'auteur, Théâtre de la Madeleine, 1991 : théâtre de Nice, théâtre des Treize Vents
- 1991 : Le Voyant, de Marco Lodolli. Tubutsch, d'Albert Ehrenstein. Avec Serge Hazanavicius. Mise en scène: Richard Bean.
- 2000 : Résonances de Katherine Burger, mise en scène Irina Brook, théâtre de l'Atelier
- 2002 : Conversations avec mon père d'Herb Gardner, mise en scène Marcel Bluwal, Centre national de création d'Orléans, théâtre de la Porte-Saint-Martin
- 2003 : 84 Charing Cross Road d'Helene Hanff, mise en scène Serge Hazanavicius, théâtre de l'Atelier
- 2006 :  Conversations après un enterrement de Yasmina Reza, mise en scène Gabriel Garran, théâtre Antoine
- 2008 : Geronimo de David Decca, mise en scène Caroline Duffau & Serge Hazanavicius, Petit Théâtre de Paris
- 2009 : The Young Man Show de Kev Adams, Mickael Quiroga et John Eledjam, mise en scène par Serge Hazanavicius, en tournée dans toute la France
- 2013 : Voilà Voilà de Kev Adams, mise en scène par Serge Hazanavicius